# I Concili de Toledo
El primer Concili de Toledo fou un concili dels bisbes d'Hispània que va tenir lloc el setembre del 400, amb la missió principal de condemnar el priscil·lianisme i reafirmar la fe de Nicea. Igualment es van dictar normes sobre la conducta del clergat. Es van publicar vint cànons. Van passar 127 anys fins que es va celebrar el II Concili.